# Stuart Lewis-Evans
Stuart Lewis-Evans (n. 20 aprilie 1930 – d. 25 octombrie 1958) a fost un pilot englez de Formula 1 care a evoluat în Campionatul Mondial între anii 1957 și 1958.